# Томаш Порубський
Томаш Порубський (словац. Tomáš Porubský, 2 вересня 1914 — 19 червня 1973) — словацький та чехословацький футболіст, який грав на позиції півзахисника та виступав за національні збірні Чехословаччини та Словаччини.

## Біографія

### Клубна кар'єра
Виступав у чемпіонаті Чехословаччини за клуби «ДФК Праг», «Тепліцер», «Моравська Славія» (Брно), «Простейов» та «Батя» (Злін). 
Під час Другої світової війни, яка принесла Словаччині тимчасову незалежність, Томаш Порубський грав за «Братиславу», з якою виграв три поспіль титули чемпіона Словаччини — 1939/40, 1940/41 та 1941/42. Завершив кар'єру у клубі ОАП (Братислава), з яким теж став чемпіоном країни у 1943 році.

### Виступи за збірні
23 травня 1937 року Порубський провів свій перший і єдиний матч за збірну Чехословаччини на Кубку Центральної Європи 1936/38 проти Італії, який завершився поразкою 0:1 у Празі.
Пізніше він виступав за збірну Словаччини, вперше з'явившись 3 грудня 1939 року в товариському матчі проти Німеччини, який завершився поразкою 1:3 в Хемніці. Загалом він 14 разів виступав за збірну Словаччини, з'явився в останній раз 13 червня 1943 року в товариському матчі проти Румунії, який завершився внічию 2:2 в Бухаресті.

### Смерть
Порубський помер 19 червня 1973 року у віці 58 років.

## Статистика

### Матчі за збірні
| Збірна             | Рік                | Ігор | Голів |
| ------------------ | ------------------ | ---- | ----- |
| Чехословаччина     | 1937 рік           | 1    | 0     |
| Чехословаччина     | Всього             | 1    | 0     |
| Словаччина         | 1939 рік           | 1    | 0     |
| Словаччина         | 1940 рік           | 2    | 0     |
| Словаччина         | 1941 рік           | 4    | 0     |
| Словаччина         | 1942 рік           | 4    | 0     |
| Словаччина         | 1943 рік           | 3    | 0     |
| Словаччина         | Всього             | 14   | 0     |
| Кар'єрний підсумок | Кар'єрний підсумок | 15   | 0     |

## Досягнення
- Чемпіон Словаччини: 1939/40, 1940/41, 1941/42, 1942/43